# Perplexity.ai
Perplexity AI este un motor de căutare conversațional și de cercetare alimentat de un chatbot IA care răspunde la interogări folosind un text predictiv în limbaj natural. Lansat în 2022, Perplexity generează răspunsuri utilizând surse de pe web și citează linkuri în cadrul răspunsului text. Perplexity funcționează pe un model freemium; produsul gratuit folosește modelul lingvistic mare (LLM) autonom al companiei care încorporează capabilități de prelucrare a limbajului natural (NLP), în timp ce versiunea plătită Perplexity Pro are acces la GPT-4⁠(d), Claude 3.5⁠(d), Mistral⁠(d) Large, Llama 3 și un Model Experimental Perplexity. În T1 2024, a ajuns la 15 milioane de utilizatori lunar.

## Istoric
Perplexity a fost fondată în 2022 de către Aravind Srinivas, Denis Yarats, Johnny Ho și Andy Konwinski, ingineri cu experiență în sisteme back-end, IA și învățare automată. Yarats, CTO, a fost cercetător AI la Meta, în timp ce Srinivas, CEO, a lucrat la OpenAI ca cercetător IA. Ho, Chief Strategy Officer, a lucrat ca inginer la Quora⁠(d), apoi ca trader cantitativ pe Wall Street, iar Konwinski a făcut parte din echipa fondatoare de la Databricks⁠(d).
Până în 2024, Perplexity a strâns fonduri în valoare de 165 de milioane de dolari, evaluând compania la peste 1 miliard de dolari. Printre investitori se numără Jeff Bezos, Nvidia, Databricks⁠(d), Bessemer Venture Partners⁠(d), Susan Wojcicki⁠(d), Jeff Dean⁠(d), Yann LeCun⁠(d), Andrej Karpathy⁠(d), Nat Friedman⁠(d) și Garry Tan⁠(d).
La mijlocul anului 2024, Perplexity a ajuns la o evaluare de 3 miliarde USD.

## Funcționalitate
Principalul produs al Perplexity este motorul său de căutare, care se bazează pe prelucrarea limbajului natural. Acesta utilizează contextul întrebărilor utilizatorului pentru a oferi un rezultat de căutare personalizat. Perplexity rezumă rezultatele căutării și produce un text cu citate în linie. Permite utilizatorilor să adreseze întrebări ulterioare care sunt interpretate în același context.
Perplexity utilizează un model freemium și oferă gratuit funcționalități de căutare de bază și toate modurile de căutare. Funcția „Focus” permite utilizatorilor să limiteze căutarea la Reddit, YouTube, WolframAlpha sau să o limiteze la Academic (pentru căutarea în lucrări de cercetare) sau la Writing (dezactivează accesul la internet pentru LLM).
Varianta plătită a Perplexity, modul „Pro” (fostul Copilot), pune utilizatorului întrebări clarificatoare pentru a rafina interogările. Aceasta permite utilizatorilor să încarce și să analizeze fișiere locale, inclusiv imagini, alături de generarea de imagini cu ajutorul IA. În plus, acesta oferă acces la un API. Perplexity a lansat o nouă versiune enterprise a produsului său în aprilie 2024. În mai 2024, Perplexity a lansat o nouă funcție denumită Pages, care generează o pagină web personalizabilă pe baza indicațiilor utilizatorului. Pages utilizează modelele de căutare IA ale Perplexity pentru a aduna informații și a crea o prezentare de cercetare care poate fi publicată și partajată cu alții.

## Utilizarea conținutului de la instituțiile media
În iunie 2024, Forbes a criticat public Perplexity pentru utilizarea conținutului Forbes. Potrivit Forbes, Perplexity a publicat un articol care a fost copiat în mare parte dintr-un articol proprietar Forbes, fără să menționeze sau să citeze Forbes în mod proeminent. Ca răspuns, Srinivas a spus că funcția a avut unele „margini aspre” și a acceptat feedback, dar a susținut că Perplexity doar „agregă”, mai degrabă decât plagiază informații.
Mai târziu în aceeași lună, investigații separate ale revistei Wired și ale dezvoltatorului web Robb Knight au constatat că Perplexity nu respectă standardul Robots.txt⁠(d), care permite site-urilor web să împiedice roboții de căutare să extragă conținut, în ciuda faptului că Perplexity susține contrariul. Perplexity listează, de asemenea, public intervalele de adrese IP și șirurile de agenți utilizator ale roboților de căutare, dar, potrivit Wired și Robb Knight, utilizează adrese IP nedeclarate și șiruri de agenți utilizator falsificate atunci când ignoră robots.txt. Ca răspuns, Srinivas a declarat într-un interviu telefonic că „Perplexity nu ignoră Protocolul de excludere a roboților... Nu ne bazăm doar pe proprii roboți de căutare, ne bazăm și pe roboții de căutare ai terților”. Srinivas a explicat că robotul de căutare identificat de Wired era deținut de un furnizor terț. Wired a afirmat, de asemenea, că, în unele cazuri, Perplexity poate rezuma „nu articole de știri reale, ci reconstrucții ale ceea ce spun acestea pe baza URL-urilor și a urmelor lăsate de acestea în motoarele de căutare, cum ar fi extrase și metadate, oferind rezumate care pretind a fi bazate pe accesul direct la textul relevant.” Când a fost întrebat dacă Perplexity va înceta să extragă conținutul Wired folosind terțe părți, Srinivas a răspuns că „este complicat”.
Amazon Web Services, care găzduiește robotul de căutare Perplexity, are o clauză a termenilor de utilizare care interzice utilizatorilor săi să ignore standardul robots.txt. Amazon a început o investigație „de rutină” privind utilizarea de către companie a Amazon Elastic Compute Cloud⁠(d).
În iulie 2024, Perplexity a anunțat lansarea unui nou program al editorilor pentru împărțirea veniturilor publicitare cu partenerii.